# Karataş
Karataş (prononcé [kɑɾɑ'tɑʃ ], en français « pierre noire ») est un district de la province d'Adana, en Turquie, situé au bord de la mer Méditerranée, à 48 kilomètres d'Adana, capitale de cette province, à proximité du delta de la rivière Cehyan.

## Géographie
La ville est située en sur la côte méditerranéenne à l'entrée nord du golfe d'Alexandrette à proximité du cap de Karataş (Karataş Burnu), à la pointe de la plaine de Cilicie. La ville est ceinte de plusieurs zones humides, notamment les lacs de Tuzla, Akyayan, et le parc naturel du lac Akyatan, important lieu de reproduction de tortues marines, notamment des espèces Caretta caretta, ou tortue caouanne et Chelonia mydas ou tortue verte.

## Administration

### Population
Au recensement de 2000, la population du district s'élève à 32 375 et la seule ville de Karataş, à 9 189 habitants.
| Année | Ville | District | Total  |
| ----- | ----- | -------- | ------ |
| 1990  | 9 025 | 17 425   | 23 207 |
| 2000  | 9 189 | 23 186   | 32 375 |

## Transports et communications
La ville est reliée à Adana par la route. Bien que située sur la côté, la ville n'est pas reliée aux autres villes côtières directement car le rivage est une zone humide.

## Tourisme

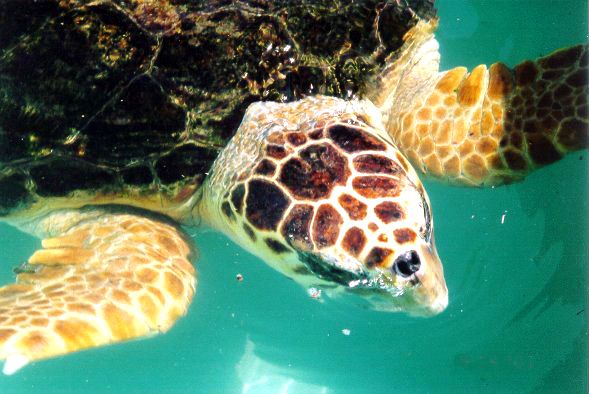
La tortue caouanne

Important port de pêche, la ville de Karataş est le point d'entrée du parc naturel de Akyatan Gölü Kuş Çenneti, lieu de reproduction de tortues marines, notamment de la tortue caouanne et de la tortue verte.